# Angel's Last Mission: Love
Angel's Last Mission: Love (Hangul: 단, 하나의 사랑; RR: Dan, Hanaui Sarang) és una sèrie de televisió sud-coreana del 2019 protagonitzada per Shin Hye-sun, Kim Myung-soo, Lee Dong-gun, Kim Bo-mi, Do Ji-won i Kim In-kwon. Es va emetre els dimecres i dijous de KBS2 a les 22:00 (KST) del 22 de maig a l'11 de juliol de 2019.

## Repartiment
- Shin Hye-sun - Lee Yeon-seo/Giselle
- Kim Myung-soo - Dan/Kim Dan/Yoo Seong-woo
- Lee Dong-gun - Ji Kang-woo
- Kim Bo-mi - Geum Ni-na
- Do Ji-won - Choi Yeong-ja
- Kim In-kwon - Hu